# Слєта Оксана Петрівна
Оксана Петрівна Слєта (Сльота; 9 лютого 1950, Київ — 9 вересня 2011, Київ) — українська художниця; член Спілки радянських художників України з 1977 року. Заслужений художник України з 2009 року. Дочка художників Петра Сльоти та Галини Зорі, сестра художниці Ольги Слєти, дружина художника Миколи Попінова, мати художниць Оксани та Галини Попінових.

## Біографія
Народилася 9 лютого 1950 року в місті Києві (нині Україна). 1975 року закінчила Київський художній інститут, де була ученицею Тетяни Яблонської, Вілена Чеканюка.
Мешкала у Києві в будинку на вулиці Антоновича, № 88, квартира № 55. Померла у Києві 9 вересня 2011 року.

## Творчість
Працювала у галузі станкового живопису, створювала тематичні картини, портрети, пейзажі та натюрморти. Серед робіт:
- «Хлопчики» (1977);
- «Автопортрет» (1978);
- триптих «Залізобетон» (1981);
- «Херсонес» (1986);
- «Отчизне посвятим души прекрасные порывы…» (1987);
- «Калина» (1989);
- «Чому мені тяжко…» (1991);
- «Присвячено Катерині Білокур» (1991—1992);
- «Портрет Олени» (1992);
- «Польові квіти» (1993);
- «Іриси» (1993; 2001);
- «Спогади про Форос» (1995);
- «Ніна Матвієнко» (2000);
- «Південний натюрморт» (2004);
- «На березі Сули» (2006);
- «Осінній врожай» (2007);
- «Над ранковим туманом» (2008);
- «Кримський натюрморт» (2008);
- «Кримські легенди» (2008);
- «Калинова осінь» (2008);
- «Зимовий сон» (2009);
- «Ранок над Сулою» (2009);
- «Київський натюрморт» (2010);
- «Білий налив» (2011);
- «Помаранчевий вечір» (2011).

З 1974 року брала активну участь у численних творчих групах, всесоюзних та всеукраїнських виставках, пленерах та міжнародних симпозіумах, зокрема, в Седнєві, Сенєжі, Паланзі, Гурзуфі, Алупці, Севастополі, Батилимані, Форосі, Немирові, у Польщі, Словенії, Словаччині, Німеччині.
Роботи художниці зберігаються у колекціях Національного банку України, художніх музеях України, а також у приватних збірках США, Німеччини, Франції, Японії, Ізраїля, Польщі, Словенії та Італії.